# Microplitis beyarslani
Microplitis beyarslani är en stekelart som beskrevs av Inanc 2002. Microplitis beyarslani ingår i släktet Microplitis och familjen bracksteklar. Inga underarter finns listade i Catalogue of Life.